# Wickepin
Wickepin – miasto w Australii, w stanie Australia Zachodnia.